# Interlands voetbalelftal Sovjet-Unie 1950-1959
Deze pagina toont een chronologisch en gedetailleerd overzicht van de interlands die het voetbalelftal van de Sovjet-Unie heeft gespeeld in de periode 1950 – 1959.

## Interlands

### 1950
Geen interlands gespeeld.

### 1951
Geen interlands gespeeld.

### 1952
| Olympische Zomerspelen 1952 |
| --------------------------- |

|                                                                               |                |              |                                           |                                                                                     |
| 15 juli Olympische Spelen Voorronde № 11 «onderlinge duels» 19:00 uur (UTC+2) | Bulgarije      | 1 – 2 (n.v.) | Sovjet-Unie                               | Kotkan urheilukeskus, Kotka Toeschouwers: 10.637 Scheidsrechter: István Zsolt (HUN) |
| 15 juli Olympische Spelen Voorronde № 11 «onderlinge duels» 19:00 uur (UTC+2) | Ivan Kolev 95' |              | 99' Vsevolod Bobrov 103' Vasiliy Trofimov | Kotkan urheilukeskus, Kotka Toeschouwers: 10.637 Scheidsrechter: István Zsolt (HUN) |

|                                                                                  |                                                                         |       |                                                                              |                                                                                 |
| 20 juli Olympische Spelen Eerste ronde № 12 «onderlinge duels» 19:00 uur (UTC+2) | Sovjet-Unie                                                             | 5 – 5 | Joegoslavië                                                                  | Ratina Stadion, Tampere Toeschouwers: 17.392 Scheidsrechter: Arthur Ellis (ENG) |
| 20 juli Olympische Spelen Eerste ronde № 12 «onderlinge duels» 19:00 uur (UTC+2) | Vsevolod Bobrov 53', 77', 87' Vasiliy Trofimov 75' Aleksandr Petrov 89' |       | 29' Rajko Mitić 33' Tihomir Ognjanov 44', 59' Branko Zebec 46' Stjepan Bobek | Ratina Stadion, Tampere Toeschouwers: 17.392 Scheidsrechter: Arthur Ellis (ENG) |

|                                                                                  |                    |       |                                                               |                                                                                 |
| 22 juli Olympische Spelen Eerste ronde № 13 «onderlinge duels» 19:00 uur (UTC+2) | Sovjet-Unie        | 1 – 3 | Joegoslavië                                                   | Ratina Stadion, Tampere Toeschouwers: 16.916 Scheidsrechter: Arthur Ellis (ENG) |
| 22 juli Olympische Spelen Eerste ronde № 13 «onderlinge duels» 19:00 uur (UTC+2) | Vsevolod Bobrov 6' |       | 19' Rajko Mitić 29' (pen.) Stjepan Bobek 54' Zlatko Čajkovski | Ratina Stadion, Tampere Toeschouwers: 16.916 Scheidsrechter: Arthur Ellis (ENG) |

|  |  |  |  |  |  |  |  |  |

### 1953
Geen interlands gespeeld.

### 1954
|                                                                         | |       |        |                                                                               |
| 8 september Vriendschappelijk № 14 «onderlinge duels» 19:00 uur (UTC+3) | Sovjet-Unie | 7 – 0 | Zweden | Dinamostadion, Moskou Toeschouwers: 54.000 Scheidsrechter: William Ling (ENG) |
| 8 september Vriendschappelijk № 14 «onderlinge duels» 19:00 uur (UTC+3) | Nikita Simonjan 6', 70' Anatoli Iljin 8' Karl-Erik Andersson 25' (e.d.) Avtandil Gogoberidze 40' Sergej Salnikov 63', 83' |       |        | Dinamostadion, Moskou Toeschouwers: 54.000 Scheidsrechter: William Ling (ENG) |

|                                                                          |                     |       |                   |                                                                               |
| 26 september Vriendschappelijk № 15 «onderlinge duels» 16:00 uur (UTC+3) | Sovjet-Unie         | 1 – 1 | Hongarije         | Dinamostadion, Moskou Toeschouwers: 54.000 Scheidsrechter: Arthur Ellis (ENG) |
| 26 september Vriendschappelijk № 15 «onderlinge duels» 16:00 uur (UTC+3) | Sergej Salnikov 14' |       | 59' Sándor Kocsis | Dinamostadion, Moskou Toeschouwers: 54.000 Scheidsrechter: Arthur Ellis (ENG) |

### 1955
|                                                                     |        |                                                                                            |             |                                                                               |
| 26 juni Vriendschappelijk № 16 «onderlinge duels» 18:00 uur (UTC+1) | Zweden | 0 – 6                                                                                      | Sovjet-Unie | Råsundastadion, Solna Toeschouwers: 38.249 Scheidsrechter: William Ling (ENG) |
| 26 juni Vriendschappelijk № 16 «onderlinge duels» 18:00 uur (UTC+1) |        | 4', 14', 42' Edoeard Streltsov 31' Boris Tatoesjin 47' Sergej Salnikov 68' Valentin Ivanov |             | Råsundastadion, Solna Toeschouwers: 38.249 Scheidsrechter: William Ling (ENG) |

|                                                                         |                                                               |       |                                   |                                                                               |
| 21 augustus Vriendschappelijk № 17 «onderlinge duels» 16:00 uur (UTC+3) | Sovjet-Unie                                                   | 3 – 2 | West-Duitsland                    | Dinamostadion, Moskou Toeschouwers: 54.000 Scheidsrechter: William Ling (ENG) |
| 21 augustus Vriendschappelijk № 17 «onderlinge duels» 16:00 uur (UTC+3) | Nikolay Parshin 16' Anatoliy Maslyonkin 69' Anatoli Iljin 73' |       | 29' Fritz Walter 52' Hans Schäfer | Dinamostadion, Moskou Toeschouwers: 54.000 Scheidsrechter: William Ling (ENG) |

|                                                                          | |        |       |                                                                                   |
| 16 september Vriendschappelijk № 18 «onderlinge duels» 19:00 uur (UTC+3) | Sovjet-Unie | 11 – 1 | India | Dinamostadion, Moskou Toeschouwers: 25.000 Scheidsrechter: Nikolay Latyshev (URS) |
| 16 september Vriendschappelijk № 18 «onderlinge duels» 19:00 uur (UTC+3) | Vladimir Shabrov 18', 47' Edoeard Streltsov 19', 46', 73' Yuriy Kuznetsov 32', 85' Sergej Salnikov 60', 63', 74' Igor Netto 80' |        | ?     | Dinamostadion, Moskou Toeschouwers: 25.000 Scheidsrechter: Nikolay Latyshev (URS) |

|                                                                            |                          |       |                     |                                                                                |
| 25 september Vriendschappelijk № 3 19'«onderlinge duels» 16:30 uur (UTC+1) | Hongarije                | 1 – 1 | Sovjet-Unie         | Népstadion, Boedapest Toeschouwers: 103.000 Scheidsrechter: Arthur Ellis (ENG) |
| 25 september Vriendschappelijk № 3 19'«onderlinge duels» 16:30 uur (UTC+1) | Ferenc Puskás 87' (pen.) |       | 50' Yuriy Kuznetsov | Népstadion, Boedapest Toeschouwers: 103.000 Scheidsrechter: Arthur Ellis (ENG) |

|                                                                        |                                           |       |                                     |                                                                               |
| 23 oktober Vriendschappelijk № 20 «onderlinge duels» 14:00 uur (UTC+3) | Sovjet-Unie                               | 2 – 2 | Frankrijk                           | Dinamostadion, Moskou Toeschouwers: 54.000 Scheidsrechter: Arthur Ellis (ENG) |
| 23 oktober Vriendschappelijk № 20 «onderlinge duels» 14:00 uur (UTC+3) | Edoeard Streltsov 43' Nikita Simonjan 46' |       | 29' Raymond Kopa 63' Roger Piantoni | Dinamostadion, Moskou Toeschouwers: 54.000 Scheidsrechter: Arthur Ellis (ENG) |

### 1956
|                                                                    |                                                                                      |       |                   |                                                                               |
| 23 mei Vriendschappelijk № 21 «onderlinge duels» 18:30 uur (UTC+3) | Sovjet-Unie                                                                          | 5 – 1 | Denemarken        | Dinamostadion, Moskou Toeschouwers: 54.000 Scheidsrechter: Alfred Grill (AUT) |
| 23 mei Vriendschappelijk № 21 «onderlinge duels» 18:30 uur (UTC+3) | Valentin Ivanov 10' Sergej Salnikov 16', 84' Edoeard Streltsov 51' Anatoli Iljin 59' |       | 75' Knud Lundberg | Dinamostadion, Moskou Toeschouwers: 54.000 Scheidsrechter: Alfred Grill (AUT) |

|                                                                    |                                      |       |                                                                   |                                                                                          |
| 1 juli Vriendschappelijk № 22 «onderlinge duels» 13:30 uur (UTC+1) | Denemarken                           | 2 – 5 | Sovjet-Unie                                                       | Københavns Idrætspark, Kopenhagen Toeschouwers: 45.000 Scheidsrechter: Jack Clough (ENG) |
| 1 juli Vriendschappelijk № 22 «onderlinge duels» 13:30 uur (UTC+1) | Ove Andersen 16' Aage Rou Jensen 87' |       | 32', 64', 73' Anatoli Iljin 57' Anatoli Isaev 71' Boris Tatoesjin | Københavns Idrætspark, Kopenhagen Toeschouwers: 45.000 Scheidsrechter: Jack Clough (ENG) |

|                                                                                      |                                                                      |       |        |                                                                                   |
| 11 juli Olympische Spelen play-offtoernooi № 23 «onderlinge duels» 18:30 uur (UTC+3) | Sovjet-Unie                                                          | 5 – 0 | Israël | Dinamostadion, Moskou Toeschouwers: 54.000 Scheidsrechter: Mervyn Griffiths (WAL) |
| 11 juli Olympische Spelen play-offtoernooi № 23 «onderlinge duels» 18:30 uur (UTC+3) | Boris Tatoesjin 2' Valentin Ivanov 26', 71' Nikita Simonjan 45', 78' |       |        | Dinamostadion, Moskou Toeschouwers: 54.000 Scheidsrechter: Mervyn Griffiths (WAL) |

|                                                                                      |                    |       |                                       |                                                                                           |
| 31 juli Olympische Spelen play-offtoernooi № 24 «onderlinge duels» 17:00 uur (UTC+3) | Israël             | 1 – 2 | Sovjet-Unie                           | Ramat Ganstadion, Ramat Gan Toeschouwers: 60.000 Scheidsrechter: Francesco Liverani (ITA) |
| 31 juli Olympische Spelen play-offtoernooi № 24 «onderlinge duels» 17:00 uur (UTC+3) | Nahum Stelmach 64' |       | 59' Anatoli Iljin 79' Boris Tatoesjin | Ramat Ganstadion, Ramat Gan Toeschouwers: 60.000 Scheidsrechter: Francesco Liverani (ITA) |

|                                                                          |                   |       |                                          |                                                                                        |
| 15 september Vriendschappelijk № 25 «onderlinge duels» 16:00 uur (UTC+1) | West-Duitsland    | 1 – 2 | Sovjet-Unie                              | Niedersachsenstadion, Hannover Toeschouwers: 86.000 Scheidsrechter: Arthur Ellis (ENG) |
| 15 september Vriendschappelijk № 25 «onderlinge duels» 16:00 uur (UTC+1) | Willi Schröder 5' |       | 3' Edoeard Streltsov 36' Valentin Ivanov | Niedersachsenstadion, Hannover Toeschouwers: 86.000 Scheidsrechter: Arthur Ellis (ENG) |

|                                                                          |             |                   |           |                                                                                             |
| 23 september Vriendschappelijk № 26 «onderlinge duels» 15:00 uur (UTC+3) | Sovjet-Unie | 0 – 1             | Hongarije | Centraal Leninstadion, Moskou Toeschouwers: 102.000 Scheidsrechter: Jacques Devillers (FRA) |
| 23 september Vriendschappelijk № 26 «onderlinge duels» 15:00 uur (UTC+3) |             | 16' Zoltán Czibor |           | Centraal Leninstadion, Moskou Toeschouwers: 102.000 Scheidsrechter: Jacques Devillers (FRA) |

|                                                                        |                                       |       |                    | |
| 21 oktober Vriendschappelijk № 27 «onderlinge duels» 15:00 uur (UTC+1) | Frankrijk                             | 2 – 1 | Sovjet-Unie        | Stade olympique Yves-du-Manoir, Colombes Toeschouwers: 62.145 Scheidsrechter: Mervyn Griffiths (WAL) |
| 21 oktober Vriendschappelijk № 27 «onderlinge duels» 15:00 uur (UTC+1) | Joseph Tellechéa 46' Jean Vincent 53' |       | 64' Anatoliy Isaev | Stade olympique Yves-du-Manoir, Colombes Toeschouwers: 62.145 Scheidsrechter: Mervyn Griffiths (WAL) |

| Olympische Zomerspelen 1956 |
| --------------------------- |

|                                                                    |                                           |       |                                                      |                                                                             |
| 24 november Olympische Spelen Eerste ronde № 28 12:00 uur (UTC+10) | Duits eenheidsteam Ernst-Günter Habig 89' | 1 – 2 | Sovjet-Unie 23' Anatoliy Isaev 86' Edoeard Streltsov | Olympic Park, Melbourne Toeschouwers: 11.999 Scheidsrechter: Bob Mann (ENG) |
| 24 november Olympische Spelen Eerste ronde № 28 12:00 uur (UTC+10) |                                           |       |                                                      | Olympic Park, Melbourne Toeschouwers: 11.999 Scheidsrechter: Bob Mann (ENG) |

|                                                                   |           |              |             |                                                                                         |
| 29 november Olympische Spelen Kwartfinale № 29 10:30 uur (UTC+10) | Indonesië | 0 – 0 (n.v.) | Sovjet-Unie | Olympic Park, Melbourne Toeschouwers: 3.228 Scheidsrechter: Shigemaru Takenokoshi (JPN) |
| 29 november Olympische Spelen Kwartfinale № 29 10:30 uur (UTC+10) |           |              |             | Olympic Park, Melbourne Toeschouwers: 3.228 Scheidsrechter: Shigemaru Takenokoshi (JPN) |

|                                                                  |           |                                                             |             |                                                                                 |
| 1 december Olympische Spelen Kwartfinale № 30 12:00 uur (UTC+10) | Indonesië | 0 – 4                                                       | Sovjet-Unie | Olympic Park, Melbourne Toeschouwers: 6.735 Scheidsrechter: Reginald Lund (NZL) |
| 1 december Olympische Spelen Kwartfinale № 30 12:00 uur (UTC+10) |           | 17', 59' Sergej Salnikov 19' Valentin Ivanov 43' Igor Netto |             | Olympic Park, Melbourne Toeschouwers: 6.735 Scheidsrechter: Reginald Lund (NZL) |

|                                                                                      |                |              |                                             |                                                                                         |
| 5 december Olympische Spelen Halve finale № 31 «onderlinge duels» 12:00 uur (UTC+10) | Bulgarije      | 1 – 2 (n.v.) | Sovjet-Unie                                 | Melbourne Cricket Ground, Melbourne Toeschouwers: 21.079 Scheidsrechter: Bob Mann (ENG) |
| 5 december Olympische Spelen Halve finale № 31 «onderlinge duels» 12:00 uur (UTC+10) | Ivan Kolev 95' |              | 112' Edoeard Streltsov 116' Boris Tatoesjin | Melbourne Cricket Ground, Melbourne Toeschouwers: 21.079 Scheidsrechter: Bob Mann (ENG) |

|                                                                                |                   |       |             |                                                                                           |
| 8 december Olympische Spelen Finale № 32 «onderlinge duels» 14:15 uur (UTC+10) | Sovjet-Unie       | 1 – 0 | Joegoslavië | Melbourne Cricket Ground, Melbourne Toeschouwers: 86.716 Scheidsrechter: Ron Wright (AUS) |
| 8 december Olympische Spelen Finale № 32 «onderlinge duels» 14:15 uur (UTC+10) | Anatoli Iljin 48' |       |             | Melbourne Cricket Ground, Melbourne Toeschouwers: 86.716 Scheidsrechter: Ron Wright (AUS) |

|  |  |  |  |  |  |  |  |  |

### 1957
|                                                                    |                       |       |                   |                                                                                       |
| 1 juni Vriendschappelijk № 33 «onderlinge duels» 17:00 uur (UTC+3) | Sovjet-Unie           | 1 – 1 | Roemenië          | Centraal Leninstadion, Moskou Toeschouwers: 100.000 Scheidsrechter: Sten Ahlner (SWE) |
| 1 juni Vriendschappelijk № 33 «onderlinge duels» 17:00 uur (UTC+3) | Edoeard Streltsov 78' |       | 51' Alexandru Ene | Centraal Leninstadion, Moskou Toeschouwers: 100.000 Scheidsrechter: Sten Ahlner (SWE) |

|                                                                        |                                                          |       |       |                                                                                       |
| 23 juni WK 1958 kwalificatie № 34 «onderlinge duels» 19:00 uur (UTC+3) | Sovjet-Unie                                              | 3 – 0 | Polen | Centraal Leninstadion, Moskou Toeschouwers: 102.000 Scheidsrechter: Jack Clough (ENG) |
| 23 juni WK 1958 kwalificatie № 34 «onderlinge duels» 19:00 uur (UTC+3) | Boris Tatoesjin 9' Nikita Simonjan 55' Anatoli Iljin 77' |       |       | Centraal Leninstadion, Moskou Toeschouwers: 102.000 Scheidsrechter: Jack Clough (ENG) |

|                                                   |           |                                                                 |             |                                                                                        |
| 21 juli Vriendschappelijk № 35 «onderlinge duels» | Bulgarije | 0 – 4                                                           | Sovjet-Unie | Vasil Levskistadion, Sofia Toeschouwers: 45.000 Scheidsrechter: Dumitru Schulder (ROU) |
| 21 juli Vriendschappelijk № 35 «onderlinge duels» |           | 40', 56' Edoeard Streltsov 43' Anatoli Iljin 61' Anatoliy Isaev |             | Vasil Levskistadion, Sofia Toeschouwers: 45.000 Scheidsrechter: Dumitru Schulder (ROU) |

|                                                                        |                                |       |                    |                                                                              |
| 27 juli WK 1958 kwalificatie № 36 «onderlinge duels» 17:00 uur (UTC+3) | Sovjet-Unie                    | 2 – 1 | Finland            | Dinamostadion, Moskou Toeschouwers: 29.765 Scheidsrechter: Fritz Mayer (AUT) |
| 27 juli WK 1958 kwalificatie № 36 «onderlinge duels» 17:00 uur (UTC+3) | Yuri Voinov 23' Igor Netto 62' |       | 42' Olavi Lahtinen | Dinamostadion, Moskou Toeschouwers: 29.765 Scheidsrechter: Fritz Mayer (AUT) |

|                                                                            |         | |             |                                                                                       |
| 15 augustus WK 1958 kwalificatie № 37 «onderlinge duels» 18:30 uur (UTC+2) | Finland | 0 – 10 | Sovjet-Unie | Olympisch Stadion, Helsinki Toeschouwers: 18.137 Scheidsrechter: Aksel Asmussen (DEN) |
| 15 augustus WK 1958 kwalificatie № 37 «onderlinge duels» 18:30 uur (UTC+2) |         | 6' Igor Netto 9', 13', 31' Nikita Simonjan 12', 20' Anatoli Isayev 29', 49' Edoeard Streltsov 60', 87' Anatoli Iljin |             | Olympisch Stadion, Helsinki Toeschouwers: 18.137 Scheidsrechter: Aksel Asmussen (DEN) |

|                                                                          |                      |       |                                          |                                                                                  |
| 22 september Vriendschappelijk № 38 «onderlinge duels» 16:30 uur (UTC+1) | Hongarije            | 1 – 2 | Sovjet-Unie                              | Népstadion, Boedapest Toeschouwers: 91.000 Scheidsrechter: Marcel Lequesne (FRA) |
| 22 september Vriendschappelijk № 38 «onderlinge duels» 16:30 uur (UTC+1) | Nándor Hidegkuti 26' |       | 7' Boris Tatoesjin 88' Edoeard Streltsov | Népstadion, Boedapest Toeschouwers: 91.000 Scheidsrechter: Marcel Lequesne (FRA) |

|                                                                           |                         |       |                     |                                                                               |
| 20 oktober WK 1958 kwalificatie № 39 «onderlinge duels» 12:00 uur (UTC+1) | Polen                   | 2 – 1 | Sovjet-Unie         | Śląskistadion, Chorzów Toeschouwers: 93.000 Scheidsrechter: Jack Clough (ENG) |
| 20 oktober WK 1958 kwalificatie № 39 «onderlinge duels» 12:00 uur (UTC+1) | Gerard Cieślik 43', 50' |       | 80' Valentin Ivanov | Śląskistadion, Chorzów Toeschouwers: 93.000 Scheidsrechter: Jack Clough (ENG) |

|                                                                            |                                           |       |             |                                                                                 |
| 24 november WK 1958 kwalificatie № 40 «onderlinge duels» 13:00 uur (UTC+1) | Polen                                     | 0 – 2 | Sovjet-Unie | Zentralstadion, Leipzig Toeschouwers: 115.000 Scheidsrechter: Jack Clough (ENG) |
| 24 november WK 1958 kwalificatie № 40 «onderlinge duels» 13:00 uur (UTC+1) | Edoeard Streltsov 31' Genrich Fedosov 75' |       |             | Zentralstadion, Leipzig Toeschouwers: 115.000 Scheidsrechter: Jack Clough (ENG) |

### 1958
|                                                  |                     |       |                 |                                                                                             |
| 18 mei Vriendschappelijk № 41 «onderlinge duels» | Sovjet-Unie         | 1 – 1 | Engeland        | Centraal Leninstadion, Moskou Toeschouwers: 102.000 Scheidsrechter: Friedrich Seipelt (AUT) |
| 18 mei Vriendschappelijk № 41 «onderlinge duels» | Valentin Ivanov 78' |       | 45' Derek Kevan | Centraal Leninstadion, Moskou Toeschouwers: 102.000 Scheidsrechter: Friedrich Seipelt (AUT) |

| Wereldkampioenschap voetbal 1958 |
| -------------------------------- |

|                                                                  |                                          |       |                                       |                                                                          |
| 8 juni WK 1958 Groep D № 42 «onderlinge duels» 19:00 uur (UTC+1) | Sovjet-Unie                              | 2 – 2 | Engeland                              | Ullevi, Göteborg Toeschouwers: 49.348 Scheidsrechter: Istvan Zsolt (HUN) |
| 8 juni WK 1958 Groep D № 42 «onderlinge duels» 19:00 uur (UTC+1) | Nikita Simonjan 13' Aleksandr Ivanov 56' |       | 66' Derek Kevan 85' (pen.) Tom Finney | Ullevi, Göteborg Toeschouwers: 49.348 Scheidsrechter: Istvan Zsolt (HUN) |

|                                                                   |            |                                 |             |                                                                           |
| 11 juni WK 1958 Groep D № 43 «onderlinge duels» 19:00 uur (UTC+1) | Oostenrijk | 0 – 2                           | Sovjet-Unie | Ryavallen, Borås Toeschouwers: 21.239 Scheidsrechter: Carl Jorgense (DEN) |
| 11 juni WK 1958 Groep D № 43 «onderlinge duels» 19:00 uur (UTC+1) |            | 15' Anatoli Iljin 62' V. Ivanov |             | Ryavallen, Borås Toeschouwers: 21.239 Scheidsrechter: Carl Jorgense (DEN) |

|                                                                   |              |       |             |                                                                            |
| 15 juni WK 1958 Groep D № 44 «onderlinge duels» 19:00 uur (UTC+1) | Brazilië     | 2 – 0 | Sovjet-Unie | Ullevi, Göteborg Toeschouwers: 50.928 Scheidsrechter: Maurice Guigue (FRA) |
| 15 juni WK 1958 Groep D № 44 «onderlinge duels» 19:00 uur (UTC+1) | Vavá 3', 77' |       |             | Ullevi, Göteborg Toeschouwers: 50.928 Scheidsrechter: Maurice Guigue (FRA) |

|                                                                    |          |                   |             |                                                                          |
| 17 juni WK 1958 Play-off № 45 «onderlinge duels» 19:00 uur (UTC+1) | Engeland | 0 – 1             | Sovjet-Unie | Ullevi, Göteborg Toeschouwers: 23.182 Scheidsrechter: Albert Dusch (FRG) |
| 17 juni WK 1958 Play-off № 45 «onderlinge duels» 19:00 uur (UTC+1) |          | 69' Anatoli Iljin |             | Ullevi, Göteborg Toeschouwers: 23.182 Scheidsrechter: Albert Dusch (FRG) |

|                                                                       |                                    |       |             |                                                                            |
| 19 juni WK 1958 Kwartfinale № 46 «onderlinge duels» 19:00 uur (UTC+1) | Zweden                             | 2 – 0 | Sovjet-Unie | Råsundastadion, Solna Toeschouwers: 31.900 Scheidsrechter: Reg Leafe (ENG) |
| 19 juni WK 1958 Kwartfinale № 46 «onderlinge duels» 19:00 uur (UTC+1) | Kurt Hamrin 49' Agne Simonsson 88' |       |             | Råsundastadion, Solna Toeschouwers: 31.900 Scheidsrechter: Reg Leafe (ENG) |

|  |  |  |  |  |  |  |  |  |

|                                                                         |                    |       |                                         |                                                                                           |
| 30 augustus Vriendschappelijk № 47 «onderlinge duels» 16:30 uur (UTC+1) | Tsjecho-Slowakije  | 1 – 2 | Sovjet-Unie                             | Stadion Československé Armády, Praag Toeschouwers: 50.000 Scheidsrechter: Leo Helge (DEN) |
| 30 augustus Vriendschappelijk № 47 «onderlinge duels» 16:30 uur (UTC+1) | Josef Masopust 23' |       | 56' Viktor Voroshilov 66' Joerij Vojnov | Stadion Československé Armády, Praag Toeschouwers: 50.000 Scheidsrechter: Leo Helge (DEN) |

|                                                                             |                                                                   |       |                  |                                                                                        |
| 28 september EK 1960 kwalificatie № 48 «onderlinge duels» 16:00 uur (UTC+3) | Sovjet-Unie                                                       | 3 – 1 | Hongarije        | Centraal Leninstadion, Moskou Toeschouwers: 100.572 Scheidsrechter: Alfred Grill (AUT) |
| 28 september EK 1960 kwalificatie № 48 «onderlinge duels» 16:00 uur (UTC+3) | Anatoli Iljin 4' Slava Metreveli 20' Valentin Kozmitsj Ivanov 32' |       | 84' János Göröcs | Centraal Leninstadion, Moskou Toeschouwers: 100.572 Scheidsrechter: Alfred Grill (AUT) |

|                                                                      |                                                                  |       |             |                                                                                    |
| 22 oktober Vriendschappelijk № 49 «onderlinge duels» 14:30 uur (UTC) | Engeland                                                         | 5 – 0 | Sovjet-Unie | Wembley Stadium, Londen Toeschouwers: 100.000 Scheidsrechter: Maurice Guigue (FRA) |
| 22 oktober Vriendschappelijk № 49 «onderlinge duels» 14:30 uur (UTC) | Johnny Haynes 45', 63', 80' Bobby Charlton 84' Nat Lofthouse 89' |       |             | Wembley Stadium, Londen Toeschouwers: 100.000 Scheidsrechter: Maurice Guigue (FRA) |

### 1959
|                                                                         |                                                              |       |                   |                                                                                          |
| 6 september Vriendschappelijk № 50 «onderlinge duels» 18:00 uur (UTC+3) | Sovjet-Unie                                                  | 3 – 1 | Tsjecho-Slowakije | Centraal Leninstadion, Moskou Toeschouwers: 102.000 Scheidsrechter: Vilmos Hernádi (HUN) |
| 6 september Vriendschappelijk № 50 «onderlinge duels» 18:00 uur (UTC+3) | Valentin Boeboekin 4' Mikhail Meskhi 35' Valentin Ivanov 64' |       | 51' Pavol Molnár  | Centraal Leninstadion, Moskou Toeschouwers: 102.000 Scheidsrechter: Vilmos Hernádi (HUN) |

|                                                                             |           |                  |             |                                                                              |
| 27 september EK 1960 kwalificatie № 51 «onderlinge duels» 15:30 uur (UTC+1) | Hongarije | 0 – 1            | Sovjet-Unie | Népstadion, Boedapest Toeschouwers: 78.481 Scheidsrechter: Jozef Kowal (POL) |
| 27 september EK 1960 kwalificatie № 51 «onderlinge duels» 15:30 uur (UTC+1) |           | 58' Iouri Voinov |             | Népstadion, Boedapest Toeschouwers: 78.481 Scheidsrechter: Jozef Kowal (POL) |

|                                                                             |       |                  |             |                                                                                  |
| 3 oktober Vriendschappelijk Beijing Tournament 1959 № 52 «onderlinge duels» | China | 0 – 1            | Sovjet-Unie | Xiannongtan Stadion, Peking Toeschouwers: 80.000 Scheidsrechter: Dzhu Isen (CHN) |
| 3 oktober Vriendschappelijk Beijing Tournament 1959 № 52 «onderlinge duels» |       | 2' Anatoli Iljin |             | Xiannongtan Stadion, Peking Toeschouwers: 80.000 Scheidsrechter: Dzhu Isen (CHN) |

UEFA: Albanië · België · Bulgarije · Denemarken · West-Duitsland · Duitse Democratische Republiek · Engeland · Finland · Frankrijk · Griekenland · Hongarije · Ierland · IJsland · Italië · Joegoslavië · Kroatië · Luxemburg · Malta · Nederland · Noord-Ierland · Noorwegen · Oostenrijk · Polen · Portugal · Roemenië · Saarland · Schotland · Sovjet-Unie · Spanje · Tsjecho-Slowakije · Turkije · Wales · Zweden · Zwitserland

AFC: Israël
FFUSSR · A-internationals · Bondscoaches · Vrouwenelftal van de Sovjet-Unie · Sovjet-Unie U18 · Sovjet-Unie U16
1920 – 1929 · 
1950 – 1959 · 
1960 – 1969 · 
1970 – 1979 · 
1980 – 1989 · 
1990 – 1992
EK 1960 · 
EK 1964 · 
EK 1968 · 
EK 1972 · 
EK 1976 · 
EK 1980 · 
EK 1984 · 
EK 1988 · 
EK 1992** 
WK 1958 · 
WK 1962 · 
WK 1966 · 
WK 1970 · 
WK 1974 · 
WK 1978 · 
WK 1982 · 
WK 1986 · 
WK 1990
OS 1952 ·
OS 1956 ·
OS 1960 · 
OS 1964 · 
OS 1968 · 
OS 1972 ·
OS 1976 ·
OS 1980 ·
OS 1984 · 
OS 1988
1923 · 
1924 · 
1925 · 
1926–1951 · 
1952 · 
1953 · 
1954 · 
1955 · 
1956 · 
1957 · 
1958 · 
1959 · 
1960 · 
1961 · 
1962 · 
1963 · 
1964 · 
1965 · 
1966 · 
1967 · 
1968 · 
1969 · 
1970 · 
1971 · 
1972 · 
1973 · 
1974 · 
1975 · 
1976 · 
1977 · 
1978 · 
1979 · 
1980 · 
1981 · 
1982 · 
1983 · 
1984 · 
1985 · 
1986 · 
1987 · 
1988 · 
1989 · 
1990 · 
1991 · 
1992** 
Algerije ·
Argentinië ·
België ·
Brazilië ·
Bulgarije ·
Canada ·
Chili ·
China ·
Colombia ·
Costa Rica ·
Cyprus ·
DDR ·
Denemarken ·
Duitsland ·
El Salvador ·
Engeland ·
Finland ·
Frankrijk ·
Griekenland ·
Guatemala ·
Hongarije ·
Ierland ·
IJsland ·
India ·
Iran ·
Israël ·
Italië ·
Japan ·
Joegoslavië ·
Kameroen ·
Koeweit ·
Luxemburg ·
Marokko ·
Mexico ·
Nederland ·
Nieuw-Zeeland ·
Noord-Ierland ·
Noord-Korea ·
Noorwegen ·
Oostenrijk ·
Peru ·
Polen ·
Portugal ·
Roemenië ·
Schotland ·
Spanje ·
Syrië ·
Tsjecho-Slowakije ·
Tunesië ·
Turkije ·
Uruguay ·
Verenigde Staten ·
Wales ·
Zweden ·
Zwitserland
België (1982) ·
Duitsland (1972) ·
Joegoslavië (1960) ·
Nederland (1988) ·
Polen (1982) ·
Spanje (1964)
** = Onder de naam Gemenebest van Onafhankelijke Staten